# Rathaus Junkersdorf (Königsberg in Bayern)

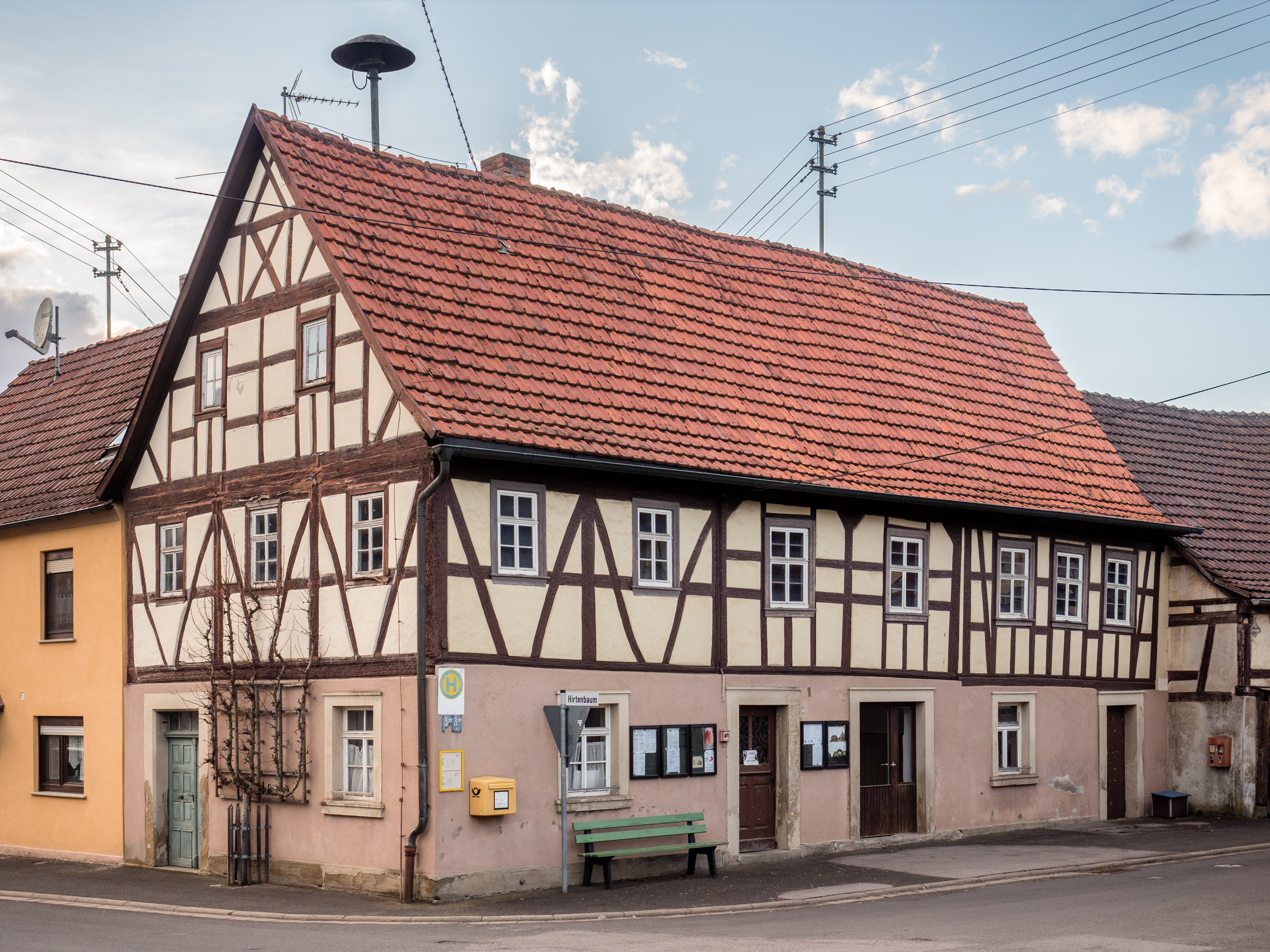
Ehemaliges Rathaus in Junkersdorf

Das Rathaus in Junkersdorf, einem Stadtteil von Königsberg in Bayern im unterfränkischen Landkreis Haßberge, wurde im 17./18. Jahrhundert errichtet und im 19. Jahrhundert erweitert und verändert. Das ehemalige Rathaus mit der Adresse Junkersdorf 57 ist ein geschütztes Baudenkmal. 
Der zweigeschossige giebelständige Satteldachbau mit Fachwerkobergeschoss hat Fenster und Eingangstüren, die mit Sandsteinrahmungen versehen sind. Das Fachwerk ist mit Mannfiguren geschmückt.